# 白湾组
白湾组是位于中国河南镇平县的下白垩世地层，1978年由河南区域地质测量大队命名。该地层以黄色、灰白色块状泥灰岩（上部），灰绿、黄绿色粘土岩、砂质粘土岩（下部）为主，间夹灰绿色粘土岩及砂砾岩（上部），灰白色砂砾岩（下部）。